# Itä-Honkanen
Itä-Honkanen är en ö i Finland. Den ligger i sjön Haukivesi och i kommunen Rantasalmi i den ekonomiska regionen  Nyslotts ekonomiska region  och landskapet Södra Savolax, i den sydöstra delen av landet, 280 km nordost om huvudstaden Helsingfors. Öns area är 27,9 hektar och dess största längd är 0,9 kilometer i sydöst-nordvästlig riktning.